# Terapus balloui
Terapus balloui är en skalbaggsart som beskrevs av Hinton 1934. Terapus balloui ingår i släktet Terapus och familjen stumpbaggar. Inga underarter finns listade i Catalogue of Life.